# Еліксдорф
Еліксдорф (нім. Oelixdorf) — громада в Німеччині, розташована в землі Шлезвіг-Гольштейн. Входить до складу району Штайнбург. Складова частина об'єднання громад Брайтенбург.
Площа — 10,5 км2. Населення становить 1533 ос. (станом на 31 грудня 2020).